# Saltos ornamentais no Campeonato Mundial de Esportes Aquáticos de 2022 - Plataforma 10 m sincronizado feminino
A prova da plataforma 10 m sincronizado feminino dos saltos ornamentais no Campeonato Mundial de Esportes Aquáticos de 2022 foi realizada no dia 30 de junho, em Budapeste, na Hungria. 

## Calendário
Horário local (UTC+2).
| Fase              | Data        | Hora  |
| ----------------- | ----------- | ----- |
| Rodada preliminar | 30 de junho | 09:00 |
| Final             | 30 de junho | 17:00 |

## Medalhistas
| Ouro                              | Prata                                            | Bronze                                          |
| China · Chen Yuxi · Quan Hongchan | Estados Unidos · Delaney Schnell · Katrina Young | Malásia · Pandelela Rinong · Nur Dhabitah Sabri |

## Resultados
| Pos.              | Saltadoras     | Nacionalidade                       | Preliminar | Preliminar | Final  | Final |
| Pos.              | Saltadoras     | Nacionalidade                       | Pontos     | Pos.       | Pontos | Pos.  |
| ----------------- | -------------- | ----------------------------------- | ---------- | ---------- | ------ | ----- |
| Medalha de ouro   | China          | Chen Yuxi Quan Hongchan             | 352.08     | 1          | 368.40 | 1     |
| Medalha de prata  | Estados Unidos | Delaney Schnell Katrina Young       | 296.28     | 2          | 299.40 | 2     |
| Medalha de bronze | Malásia        | Pandelela Rinong Nur Dhabitah Sabri | 270.90     | 6          | 298.68 | 3     |
| 4                 | Japão          | Matsuri Arai Minami Itahashi        | 275.46     | 4          | 297.84 | 4     |
| 5                 | Alemanha       | Elena Wassen Christina Wassen       | 281.88     | 3          | 284.16 | 5     |
| 6                 | Ucrânia        | Kseniya Baylo Sofiya Lyskun         | 267.72     | 8          | 283.08 | 6     |
| 7                 | Austrália      | Charli Petrov Melissa Wu            | 264.48     | 9          | 274.68 | 7     |
| 8                 | México         | Viviana Del Ángel Samantha Jiménez  | 271.62     | 5          | 269.10 | 8     |
| 9                 | Reino Unido    | Robyn Birch Emily Martin            | 269.58     | 7          | 259.20 | 9     |